# Jorginho (football, 1964)
Pour les articles homonymes, voir Jorginho, Amorim et Campos.
Jorge de Amorim Campos, plus connu sous le nom de Jorginho, était un footballeur brésilien né le 17 août 1964 à Rio de Janeiro. Il a joué au poste de latéral droit, notamment avec le CR Flamengo et l'équipe du Brésil, avec qui il a remporté la Coupe du monde 1994.

## Biographie

### En équipe nationale
Jorginho remporte la Coupe du monde 1994 avec l'équipe du Brésil. Titulaire indiscutable, il dispute 7 matchs lors de la compétition.
Il participe également à la Coupe du monde 1990, où il atteint le stade des huitièmes de finale.
Il joue deux Copa América : en 1987, où il ne passe pas le premier tour, puis en 1995, où son équipe est battue en finale par le pays organisateur, l'Uruguay.
Il joue également la Coupe du monde des moins de 20 ans 1983 et les Jeux olympiques d'été de 1988.
Il est sélectionné 64 fois en équipe nationale et inscrit 3 buts.

#### Clubs
- Champion du Brésil en 1987 (Vainqueur de la Copa União, module "vert") avec le CR Flamengo et en 2000 avec le Vasco de Gama
- Champion d'Allemagne en 1994 avec le Bayern Munich
- Champion du Japon en 1996 et en 1998 avec les Kashima Antlers
- Champion de l'État de Rio de Janeiro en 1986 avec le CR Flamengo
- Vainqueur de la Coupe Guanabara en 1984 avec le CR Flamengo, en 1987 et 2000 avec le Vasco de Gama
- Vainqueur de la Copa Mercosur en 2000 avec le Vasco de Gama

### En équipe du Brésil
- 64 sélections et 3 buts entre 1987 et 1995
- Vainqueur de la Coupe du Monde en 1994
- Vainqueur de la Coupe du Monde Juniors en 1983
- Vice-champion Olympique en 1988
- Vainqueur de la Coupe du bicentenaire en Australie en 1988
- Vainqueur de la Coupe Stanley-Rous en 1987
- Participation à la Coupe du Monde en 1990 (1/8 de finaliste) et en 1994 (Vainqueur)
- Participation à la Copa América en 1987 (Premier Tour) et en 1995 (Finaliste)

### Distinctions individuelles
- Élu meilleur joueur du championnat du Japon en 1996
- Élu meilleur joueur de la Coupe de la Ligue japonaise en 1997